# Václav Škoda
Václav Škoda (14. července 1913 – 2. října 1989) byl český a československý politik Komunistické strany Československa, poúnorový poslanec Národního shromáždění ČSR, Národního shromáždění ČSSR a Sněmovny lidu Federálního shromáždění, ministr a místopředseda vlády Československa.

## Biografie
V letech 1953–1954 působil ve vládě Viliama Širokého jako ministr spravedlnosti. Do této funkce se vrátil znovu v následující druhé vládě Viliama Širokého v letech 1956–1960, přičemž předtím zastával v letech 1954–1956 ve druhé vládě Viliama Širokého post jejího místopředsedy. Jako ministr měl přímou zodpovědnost za zmanipulované politické procesy v 50. letech. V březnu 1954 podal na ÚV KSČ spolu s generálním prokurátorem návrh na průběh takzvaného procesu s buržoazními nacionalisty, včetně doporučených trestů. V procesu pak byla skutečně skupina bývalých komunistických funkcionářů ze Slovenska odsouzena k tvrdým trestům.
Zastával i četné stranické posty. X. sjezd KSČ ho zvolil za kandidáta Ústředního výboru Komunistické strany Československa. XI. sjezd KSČ, XII. sjezd KSČ a XIII. sjezd KSČ ho ve funkci potvrdil. Rezignoval v červnu 1968. V roce 1963 mu byl k 50. narozeninám udělen Řád práce.
Dlouhodobě zasedal v zákonodárných sborech. Ve volbách roku 1954 byl zvolen za KSČ do Národního shromáždění ve volebním obvodu České Budějovice. Mandát získal i ve volbách v roce 1960 (nyní již jako poslanec Národního shromáždění ČSSR za Jihočeský kraj) a ve volbách v roce 1964. V Národním shromáždění zasedal až do konce jeho funkčního období v roce 1968. V letech 1960–1968 byl místopředsedou Národního shromáždění (na funkci rezignoval v březnu 1968).
Po federalizaci Československa usedl roku 1969 do Sněmovny lidu Federálního shromáždění. Zde zasedal do konce funkčního období, tedy do voleb v roce 1971. K roku 1968 se profesně uvádí jako referent Okresního národního výboru v Českém Krumlově.